# Labyrint (album)
Labyrint je třinácté řadové album skupiny Arakain. Bylo vydáno v roce 2006 a obsahuje 13 skladeb.
Jedenácté studiové album Labyrint neobsahuje žádnou baladu. Noví členové Honza Toužimský (zpěv) a Lukáš "doxa" Doksanský (bicí) jsou náhradou za Petra Koláře a Marka Žežulku.

## Seznam skladeb
| Pořadí | Název             | Délka |
| ------ | ----------------- | ----- |
| 1.     | Vir               |       |
| 2.     | Démon             |       |
| 3.     | Prospektor        |       |
| 4.     | Tak už to vzdej   |       |
| 5.     | Nastal čas        |       |
| 6.     | Volný pád         |       |
| 7.     | Skrývám svůj stín |       |
| 8.     | Bláznův labyrint  |       |
| 9.     | Napoleon          |       |
| 10.    | Hledání           |       |
| 11.    | Ďábelská hra      |       |
| 12.    | Vinen             |       |
| 13.    | Ztracenej svět    |       |